# Гимсёйдалер
Гимсёйдалер (норв. Gimsøydaler) — монета талерового типа 1546 года. Своё название получил от места чеканки — монетного двора расположенного на территории бывшего женского Гимсёйского монастыря, находившегося на одноимённом острове в черте современного города Шиен.
На 2016 год было известно о 18 сохранившихся монетах, из которых 12 находились в музеях и 6 в частных коллекциях.
На аверсе монеты изображён король Дании и Норвегии Кристиан III, на реверсе центральный элемент герба Норвегии лев.
Гимсёйдалер стал первым подражанием, получившему широкое распространение на территории средневековой Европы, иоахимсталеру в Норвегии. Расположение первого норвежского монетного двора было выбрано неслучайно. Неподалёку от Шиена нашли залежи серебра. Монастырь, который существовал с 1150 года, прекратил своё существование в 1540-м в связи с Реформацией. Оборудованный на его территории в 1543 году монетный двор просуществовал всего несколько лет. Пожар в 1546 году полностью разрушил, как монастырские постройки, так и необходимое для выпуска монет оборудование. За 3 года на нём выпустили монеты номиналом в 1, 2, 8 и 16 скиллингов. Выпуск гимсёйдалеров продлился менее года. В связи с тем, что серебряные рудники оказались не такими богатыми, как предполагалось, его не восстанавливали. Новый монетный двор на территории Норвегии появился лишь в 1628 году в Христиании.
Гимсёйдалер стал первой крупной серебряной норвежской монетой талерового типа. Также он представляет собой одну из наиболее дорогих монет Норвегии. На аукционах 2009—2016 годов его стоимость колебалась от 760 тысяч до 1 млн 180 тысяч норвежских крон (≈ 105—170 тысяч долларов США).